# Yukiko Kashiwagi
Yukiko Kashiwagi (柏木 由紀子, Kashiwagi Yukiko), née le 24 décembre 1947, est une actrice japonaise et l'épouse du chanteur Kyū Sakamoto de 1971 jusqu'à sa mort en 1985. Dans les années 1970, 
Kashiwagi met un terme à sa carrière d'actrice et à la place présente une série de spectacles de bien-être avec son mari dans les foyers pour enfants et les maisons de soins infirmiers ainsi qu'à la télévision japonaise.

## Filmographie
- 1970 - ブラボー!若大将 (Toho)
- 2003 - Aozora-e-shoot!
- 2005 - Shonen to hoshi to jitensha (少年と星と自転車?)
- 2009 - The Harimaya Bridge (en)

## Télévision
- 1966-1967 - これが青春だ(NTV)
- 1969 - 炎の青春 -(NTV)